# Damir Mužek

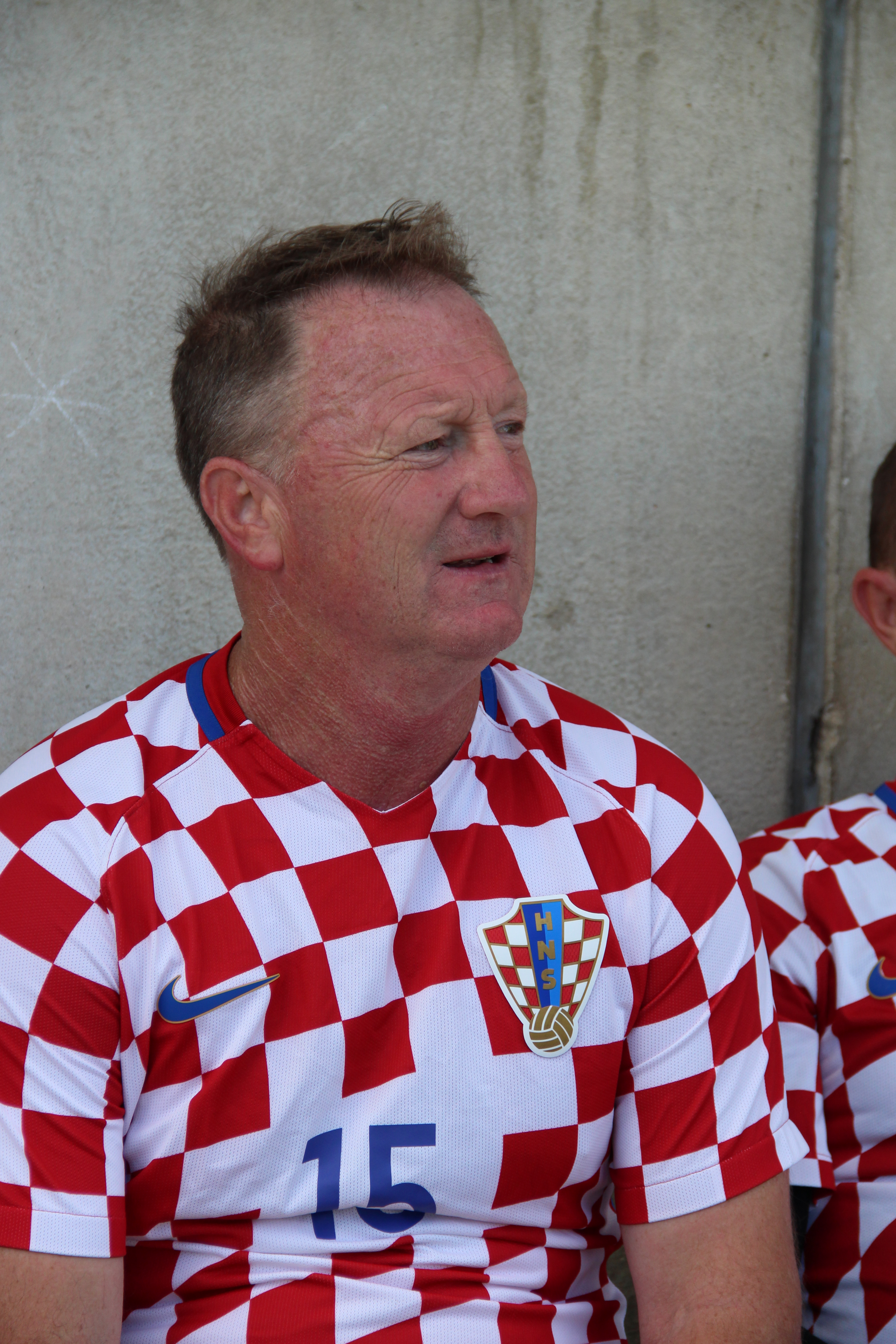
Damir Mužek (2018)

Damir Mužek (* 8. April 1967) ist ein ehemaliger kroatischer Fußballspieler und heutiger -trainer.

## Karriere

### Als Spieler
Mužek begann seine Karriere in Zagreb bei NK Špansko. Seine nächsten Vereine waren NK Vrapče, NK Trešnjevka, Inter Zaprešić und Dinamo Zagreb. Als er bei NK Zagreb spielte, wurden österreichische Mannschaften auf ihn aufmerksam und der SK Sturm Graz holte ihn. Im Jahr 1994 wechselte er zur SV Austria Salzburg, einer der besten österreichischen Mannschaften dieser Zeit. Mit Salzburg wurde Mužek österreichischer Meister. Seine nächste Station in Österreich war der Grazer AK. Nach dem Aufenthalt in Österreich hielt sich Mužek bei dem kroatischen Verein NK Čakovec fit, anschließend half er einige Jahre beim steirischen Unterligaklub St. Johann im Saggautal aus.

### Als Trainer
Am 17. September 2009 übernahm Mužek das Traineramt beim kroatischen Zweitligisten NK Hrvatski dragovoljac, nachdem er zuvor beim Konkurrenten NK Vinogradar Lokošin Dol beschäftigt gewesen war.